# Claus Bech
Claus Bech (født 20. juni 1943 i Ordrup) er en dansk prisbelønnet oversætter af engelsksproget litteratur. Han er uddannet exam.art. fra Københavns Universitet i 1975 og har siden oversat omkring 250 skøn- og faglitterære bøger.

## Udvalgte forfattere
| Orhan Pamuk       | Robert Goddard  | Robert M. Pirsig     |
| Julian Barnes     | Davis Vann      | George Eliot         |
| E. L. Doctorow    | Richard Ford    | Vladimir Nabokov     |
| John Irving       | John Dos Passos | A. S. Byatt          |
| Bret Easton Ellis | Thomas Pynchon  | David Foster Wallace |

## Priser
- 1994 Dansk Oversætterforbunds Ærespris[2]
- 1999 Den europæiske Aristeion-prisen for oversættelsen af Flann O'Brien: The Third Policeman (da. Den tredje politibetjent) ISBN 87-583-1063-0